# Санта-Мария-делла-Виттория
Санта-Мария-делла-Виттория (итал. Santa Maria della Vittoria) — Церковь Святой Марии Победы — небольшая церковь в центре Рима, недалеко от Квиринальского дворца и площади Четырёх фонтанов, рядом с церковью Санта-Сузанна. Освящена с титулом малой базилики (Minor Basilica). Известна скульптурной группой «Экстаз святой Терезы» капеллы Корнаро, работы Дж. Л. Бернини, которая считается апогеем искусства итальянского барокко.

## Иконография и история
Первая церковь на этом месте была освящена в честь святого апостола Павла. Однако после победы Католической лиги в битве на Белой горе близ Праги над протестантами 8 ноября 1620 года церковь переименовали в честь Девы Марии. Изображение «Мадонны Победоносной» (Madonna della Vittoria) с этого времени часто появлялось на алтарных картинах в римских храмах. Святую Деву обычно изображают в небесах, в окружении ангелов, внизу — войска или армады кораблей. В другом иконографическом варианте Мадонну показывают сидящей на троне в окружении полководцев, среди которых император Максимилиан I Габсбург. Согласно легенде, армейский капеллан П. Доменико, монах ордена кармелитов, в решающий момент битвы под Прагой вышел вперёд с иконой Девы Марии в руках и «ослепил» протестантов, обратившихся после этого в бегство. Это знаменательное событие послужило поводом для освящения в 1622 году церкви в Риме в честь «Мадонны Победоносной», а затем и многих других храмов католического мира.
Икону торжественно перенесли в Рим и установили в алтаре церкви, которая и получила новое название, римляне именуют её сокращённо: La Vittoria.
С 1608 года церковь принадлежала ордену «босоногих кармелитов». В 1624 году финансирование строительства взял на себя куриальный кардинал, племянник папы римского Павла V, Шипионе Боргезе. За это он получил для своей коллекции от монахов-кармелитов античную скульптуру спящего Гермафродита, обнаруженную в 1608 году на территории церкви во время раскопок при строительстве фундамента (ныне хранится в парижском Лувре). Через два года строительство было завершено, однако оформление интерьера продолжалось до конца XVII века. После пожара 1833 года потребовалась значительная реставрация храма.

## Архитектура
В 1608—1620 годах церковь строили по проекту архитектора римского барокко Карло Мадерна. Главный фасад (1624—1626) проектировал ученик Мадерны, архитектор Дж. Б. Сориа. Как и фасад соседней церкви Санта-Сузанна, он выстроен согласно канону «стиля контрреформации», или «стиля иезуитов» (трентино), который стал обязательным для малых конгрегационных церквей после постановлений Тридентского собора. Канонический образец такого стиля был дан в соборной церкви ордена иезуитов в Риме — Иль-Джезу («Во имя Иисуса») и в другой церкви иезуитов в Риме — Сант-Иньяцио.
Основные принципы таких композиций: симметрия главного фасада в два яруса с треугольным фронтоном и волютами по сторонам. Классицистическая симметрия сочетается с типично барочными приёмами: раскреповками антаблемента, «набегающими» к центру фасада, сдвоенными пилястрами, сочетанием треугольного и лучкового фронтонов.

## Интерьер церкви
Интерьер церкви состоит из одного нефа с капеллами по сторонам (по пять с каждой стороны). Трансепт не выходит за пределы нефа, средокрестие перекрыто куполом, неф — цилиндрическим сводом.
В главном алтаре, в обрамлении стилизованных лучей из позолоченной бронзы, находится копия иконы Святой Девы, привезённой из Праги (алтарь и икона воссозданы после пожара 1833 года). Плафон украшает роспись Джузеппе и Андреа Орацци «Триумф Мадонны над еретиками». В куполе — фреска Джованни Доменико Черрини «Вознесение святого Павла на небо». В конхе апсиды — роспись Луиджи Серра «Явление чудесного образа в Праге». Убранство интерьера дополнено разноцветным мрамором, пышным вызолоченным орнаментом и скульптурами в технике стукко, как бы повисшими на своде в пространстве нефа (проект Маттиа де Росси, ученика и помощника Дж. Л. Бернини).
В капелле Корнаро (капелла трансепта слева) находится главное сокровище церкви: композиция Джан Лоренцо Бернини  «Экстаз святой Терезы»  (итал. Estasi di santa Teresa d'Avila), созданная в 1645—1652 годах по заказу венецианского кардинала Федерико Корнаро. Это выдающееся произведение искусства барокко посвящено святой Терезе Авильской, испанской монахине-кармелитке, реформатору ордена, создательнице орденской ветви «босоногих кармелиток» и выдающейся писательнице, жившей в XVI веке.
В сочинении «Книга жизни» (Libro de la vida, 1562—1565), полном мистических откровений, Тереза, в частности, описала видение Иисуса Христа и херувима, пронзившего её сердце огненным копьём, отчего она испытала «сладостную муку». «Мне показалось, — писала святая Тереза, — что ангел вонзил огненную стрелу несколько раз мне в сердце, и я почувствовала, как остриё проникало мне внутрь. И когда он её вынул, мне казалось, что он взял и моё сердце, и я осталась исполненной пламенной любви к Богу. Боль при этом была так велика, что я не могла сдерживать стоны, однако она была столь сладостна, что я не могла желать, чтобы она покинула меня».
Скульптуры, выполненные из белого каррарского мрамора, расположены в алтарной нише среди колонн из цветного мрамора, на фоне позолоченных бронзовых лучей, которые символизируют божественный свет. Святая Тереза погружена в состояние духовного озарения, запрокинув голову, охваченная томлением святая лежит на облаках, стоящий рядом ангел направляет в её сердце золотую стрелу. Бернини сделал всё, чтобы мистическое видение Св. Терезы ощущалось зрителем не только как достоверное, но и как сиюминутно происходящее. Это одна из основных идей религиозного искусства контрреформации: чудо как бы происходит на глазах зрителя — здесь и сейчас. Тяжелый мрамор фигур, пронизанный льющимися сверху потоками света, изображёнными лучами из позолоченной бронзы, кажется парящим, невесомым. Скульптурная группа превращается в мистическое виде́ние. Бернини скрыл верхний источник света (из невидимого зрителю окна), а снизу предусмотрел подсветку (в настоящее время она электрическая). И даже то, что скульптурная группа подвешена в воздухе на металлических кронштейнах (они не видны зрителю), не портит общего впечатления.
Именно с этим произведением связано знаменитое высказывание Бернини о собственном творческом методе: «Это высшее достижение моего резца, которым я победил мрамор и сделал его гибким как воск. Этим я смог в известной мере объединить скульптуру с живописью».
Пространство капеллы оформлено позднее учениками Бернини: архитектором Маттиа де Росси, скульпторами Франческо Ферруччи, Доменико Гвиди, Джованни Барбери, Николя Лорреном. Роспись свода капеллы осуществил Гвидо Убальдо Аббатини. По сторонам капеллы, на боковых стенах, расположены мраморные «лоджии-обманки», подобные театральным, с горельефными полуфигурами, изображающими членов семьи Корнаро (одного дожа и семь кардиналов), как бы наблюдающими и обсуждающими происходящее на их глазах чудо. В пределле алтаря капеллы Корнаро расположен рельеф из позолоченного серебра «Тайная вечеря».
Напротив капеллы Корнаро расположена капелла Св. Иосифа. Её алтарная скульптурная композиция «Сон святого Иосифа» работы Доменико Гвиди (1695—1699) создана под впечатлением шедевра Бернини. В церкви много других произведений искусства итальянских художников XVII века. Имеются исторические захоронения, в том числе итальянского кардинала Пьетро Видони (1610—1681).

## Титулярная церковь
Церковь Санта-Мария-делла-Виттория является титулярной церковью, кардиналом-священником с титулом церкви Санта-Мария-делла-Виттория со 24 марта 2006 года, является американский кардинал Шон Патрик О’Мелли.

## Галерея

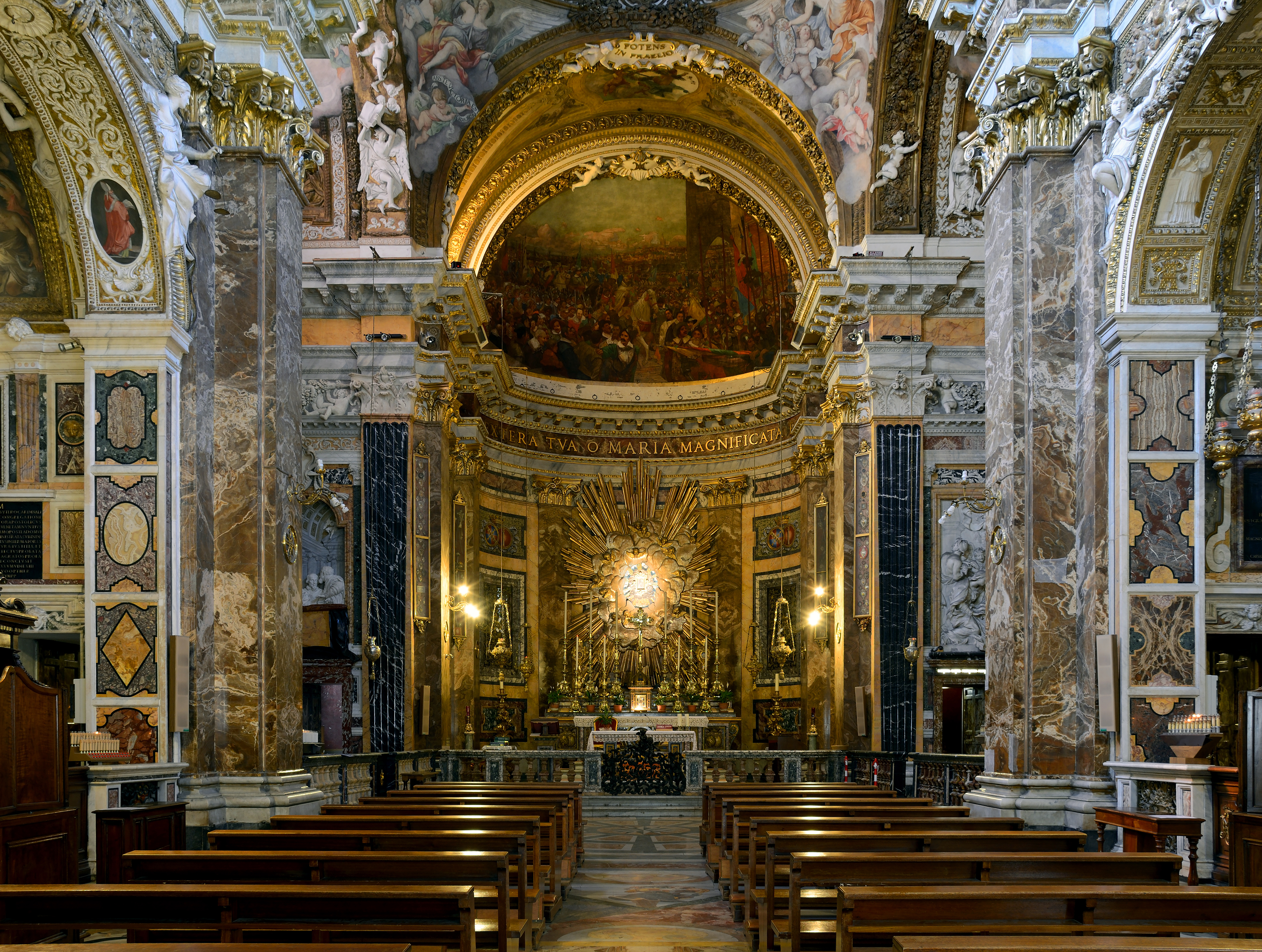
Интерьер
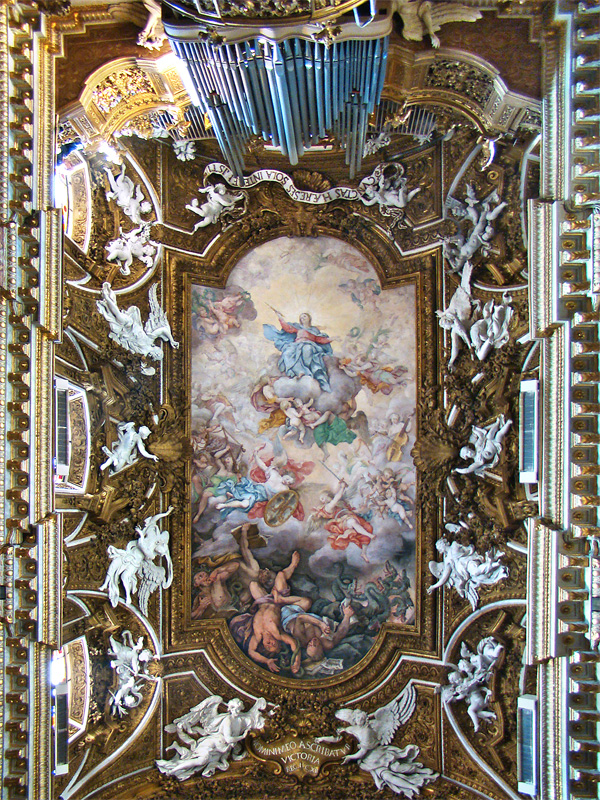
Дж. и А. Орацци. «Триумф Мадонны над еретиками». Роспись плафона церкви
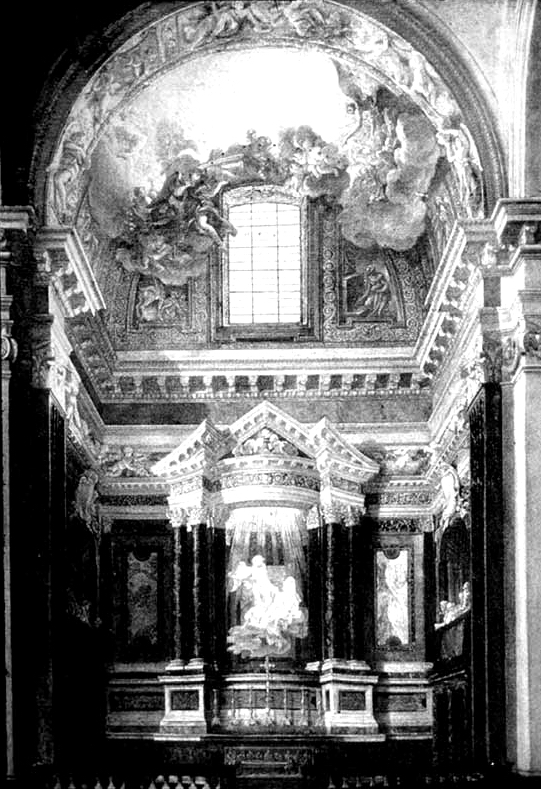
Капелла Корнаро. С акварели неизвестного художника XVIII века. Шверин, Государственный музей
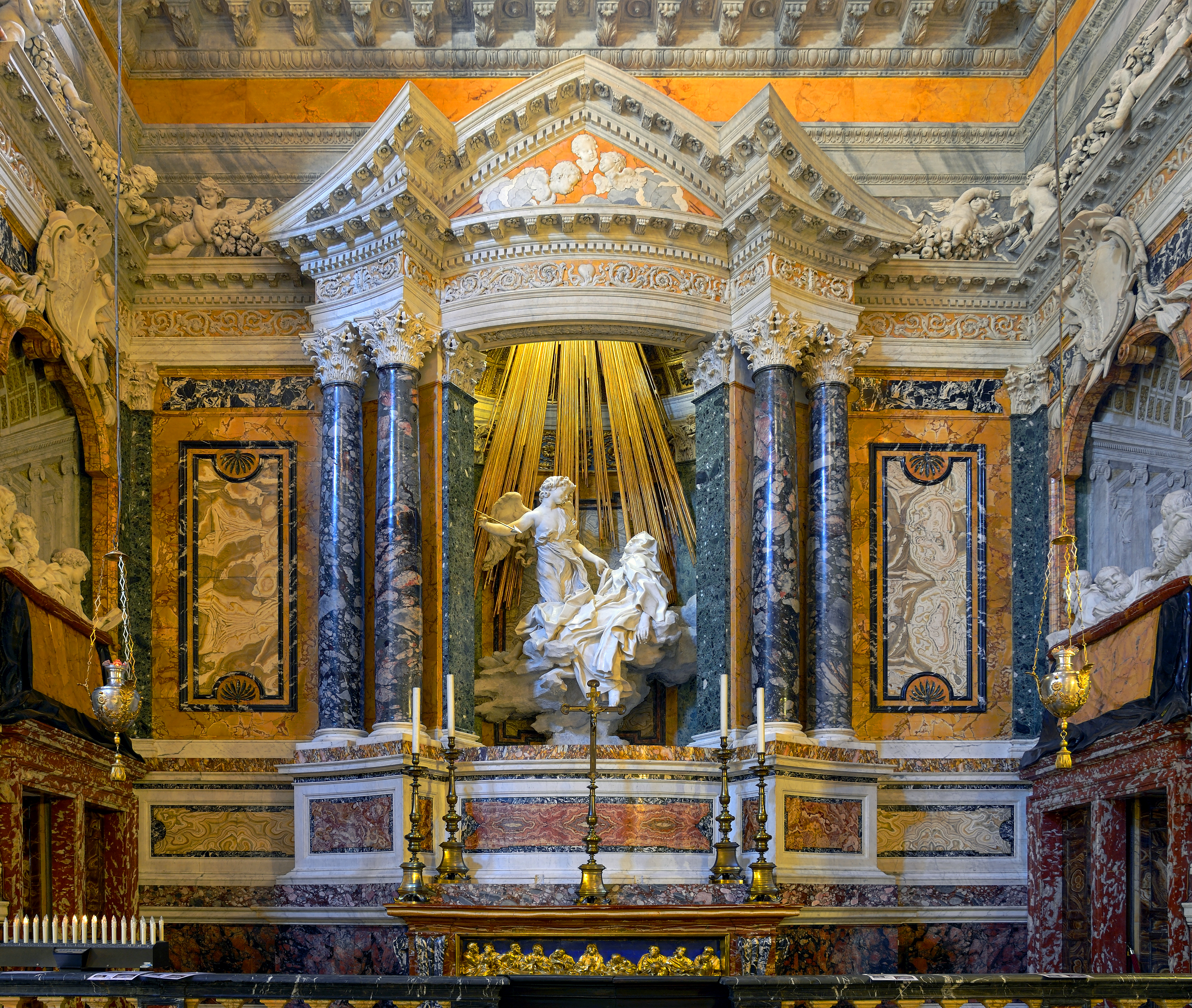
Капелла Корнаро
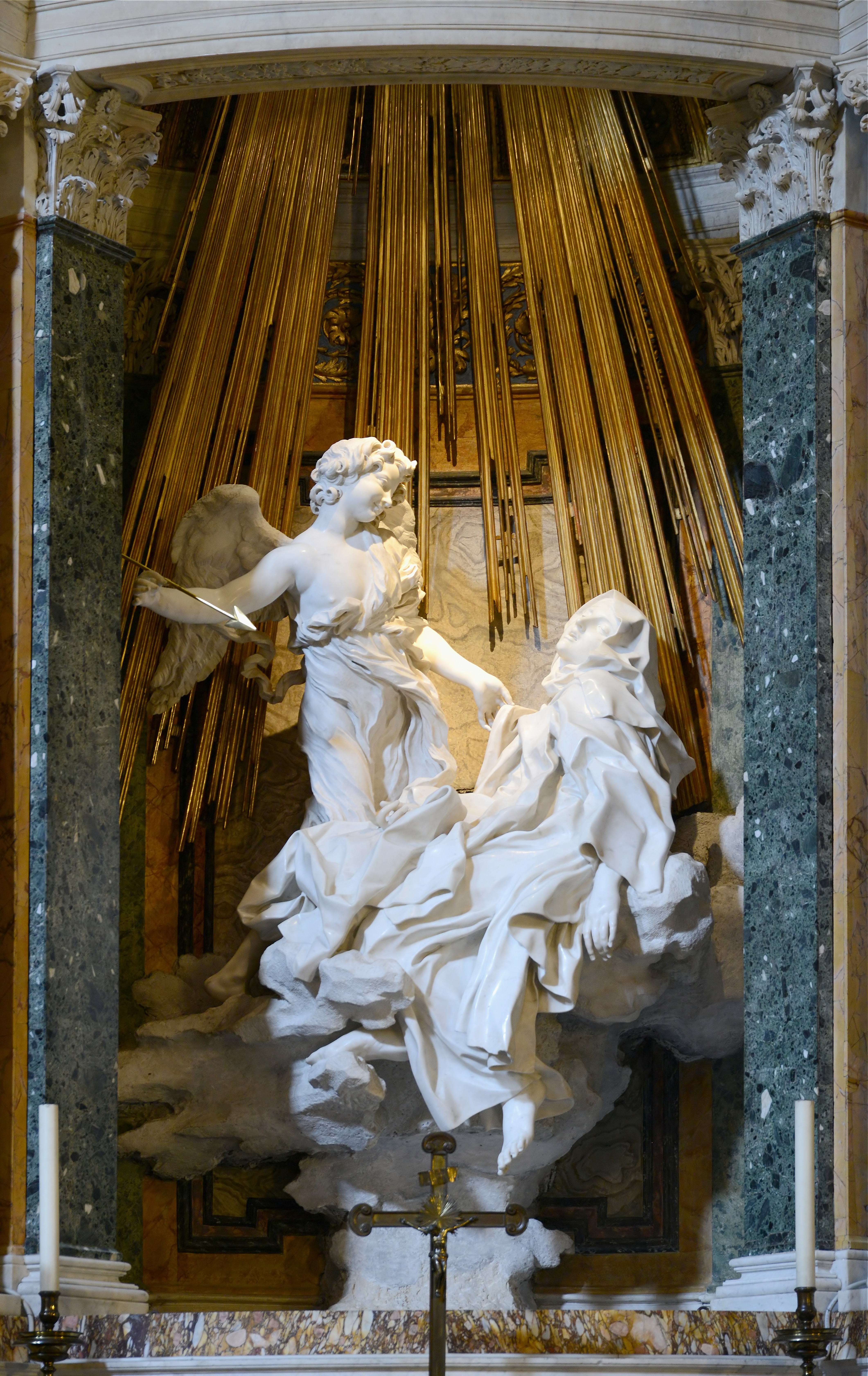
Дж. Л. Бернини. Экстаз святой Терезы. 1646
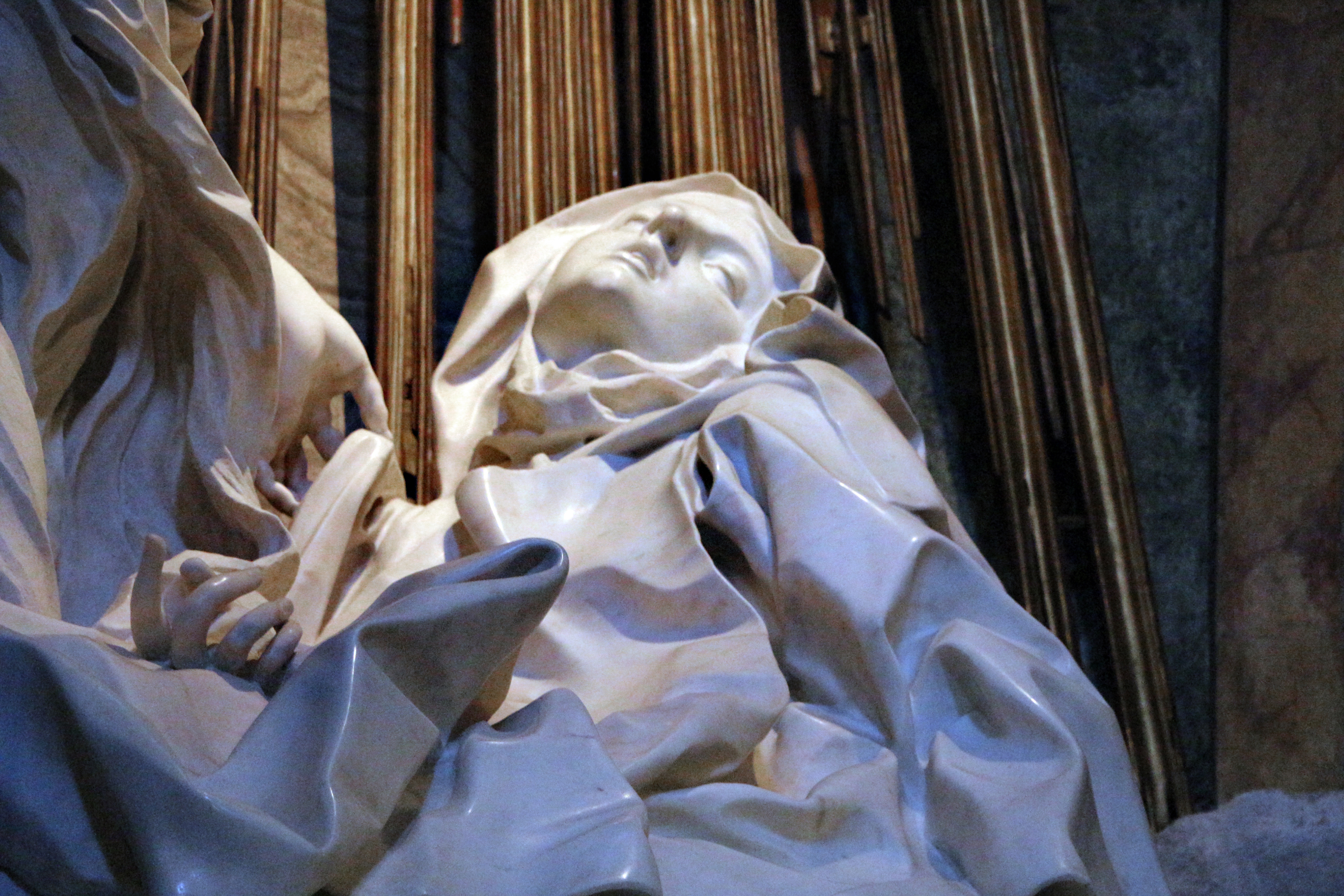
Дж. Л. Бернини. Экстаз святой Терезы. 1646. Деталь
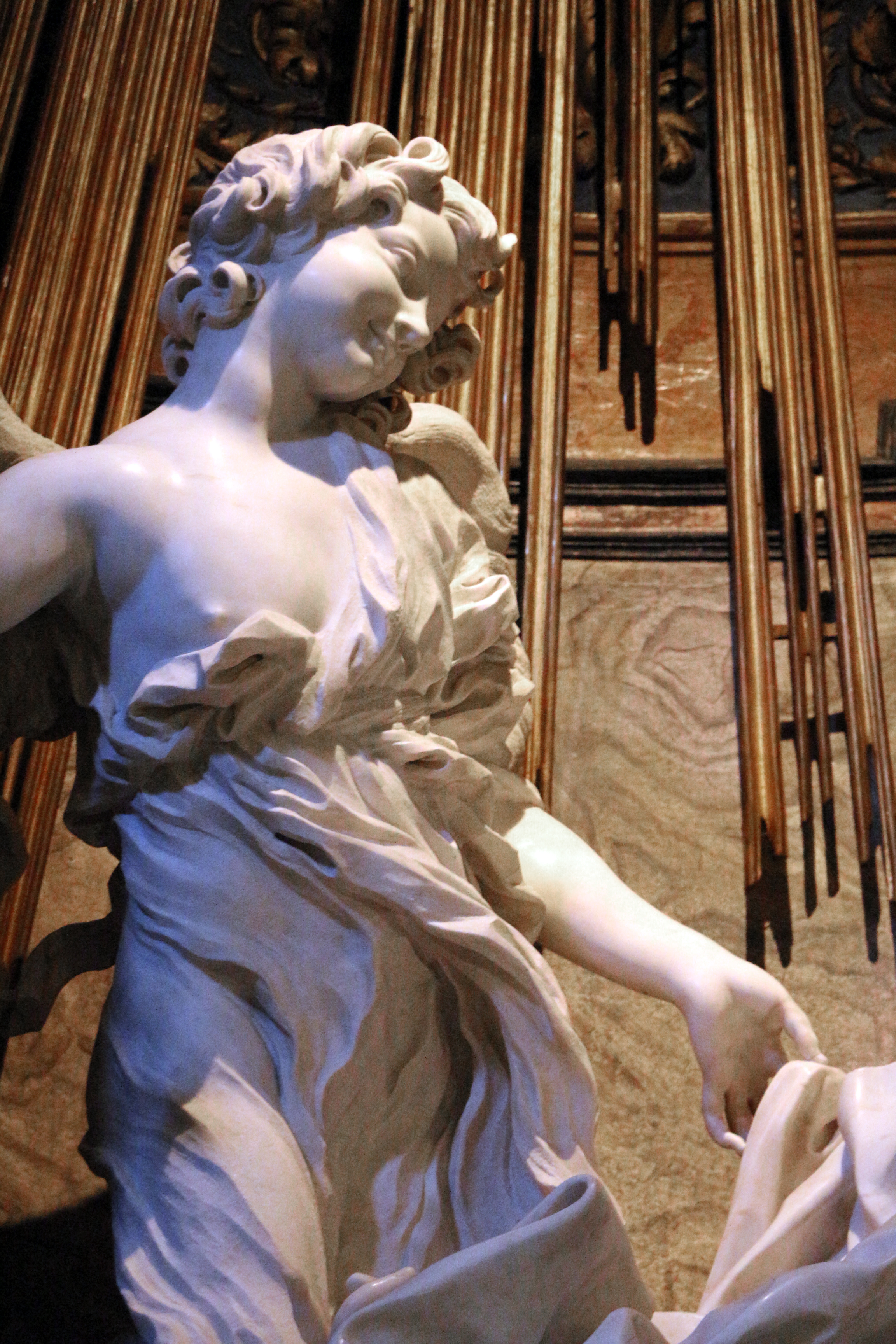
Экстаз святой Терезы. Ангел
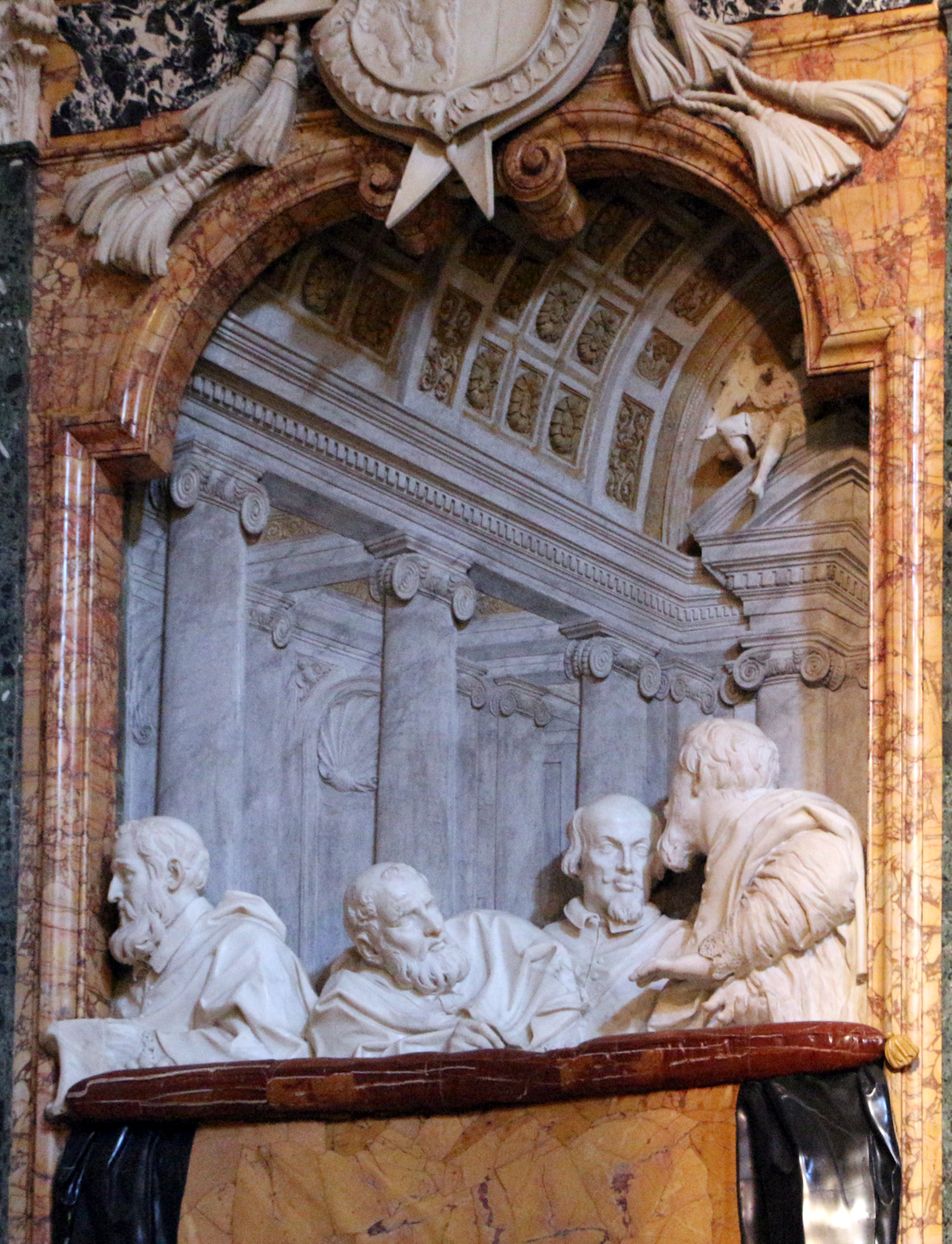
Капелла Корнаро. Обманка-лоджия
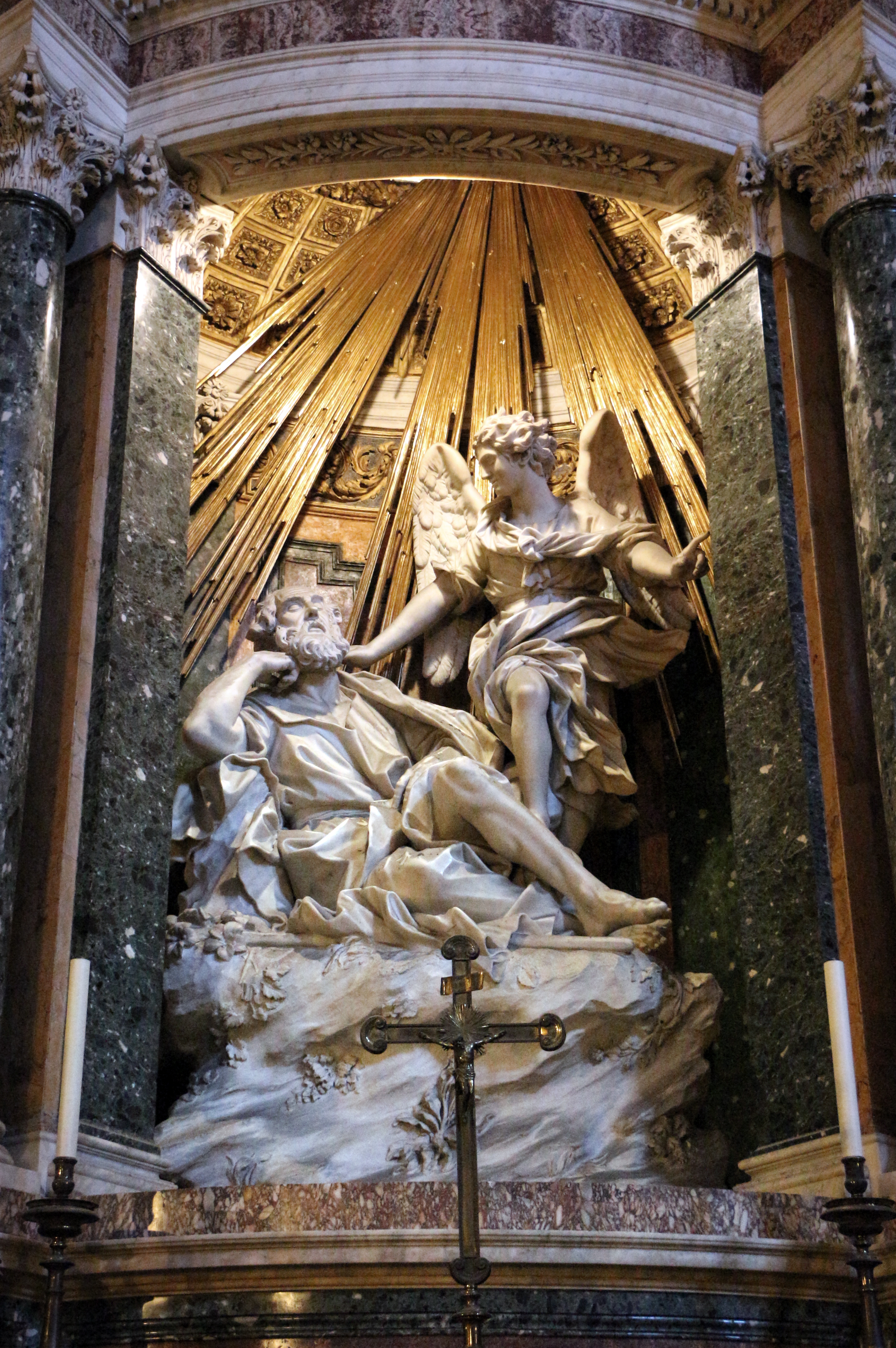
Д. Гвиди. Сон святого Иосифа. 1695—1699
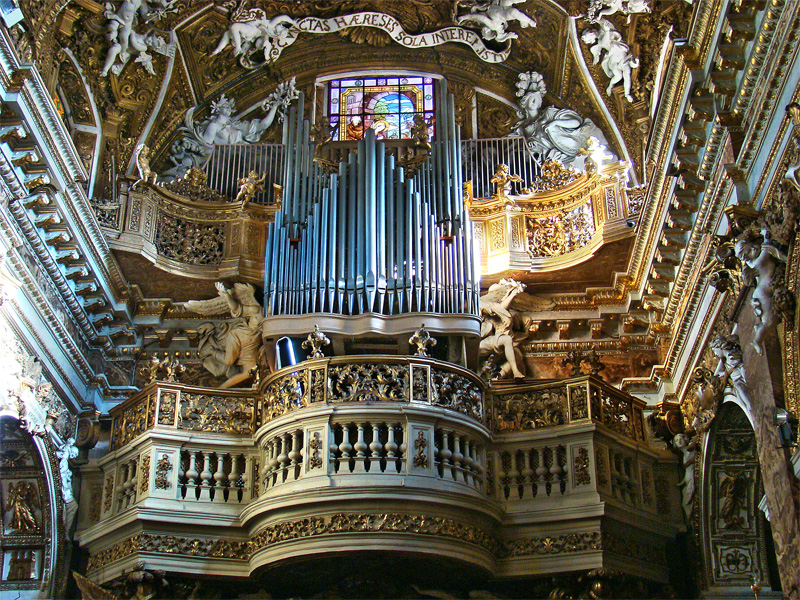
Кантория. Архитектор Маттиa де Росси